# برگن شمالی، نیوجرسی
برگن شمالی (به انگلیسی: North Bergen) شهری در ایالت نیوجرسی کشور ایالات متحده آمریکا است که جمعیت آن در سرشماری سال ۲۰۱۰ میلادی، ۶۰٬۷۷۳ نفر بوده‌است.